# Medalla de las Cortes de Aragón
La Medalla de las Cortes de Aragón es la distinción más elevada que otorga la institución parlamentaria aragonesa y por la que es conocida. Tiene como finalidad recompensar a personas o entidades de excelencia por la actividad que desarrollen, cuando esta les haya distinguido en la defensa de los valores e identidad de Aragón. Esta medalla también puede ser entregada a organizaciones, centros o colectivos que, aunque no estén dotados de personalidad, cuenten con una identidad social pública y reconocida. Fue creada mediante un Acuerdo de la Mesa de las Cortes de Aragón adoptado el 17 de febrero de 1986. Actualmente se encuentra regulada por la Resolución de la Presidencia de las Cortes de Aragón, de 11 de noviembre de 1996, sobre la concesión de la Medalla de las Cortes de Aragón.
Esta condecoración es honorífica ya que no conlleva prestación económica alguna. Se concede mediante una resolución adoptada por la Presidencia de las Cortes de Aragón, siendo necesario que la decisión cuente con el parecer favorable de la Mesa y Junta de Portavoces de esta cámara, después de haber sido formulada previamente la propuesta de concesión por parte de la Presidencia o de los portavoces de los grupos parlamentarios. Su imposición, en circunstancias normales, se realiza durante la festividad del 23 de abril, Día de Aragón, pero no existe periodicidad fijada para su concesión. Los condecorados tienen derecho a ocupar un lugar reservado en los actos públicos organizados por las Cortes de Aragón.
En el anverso de su insignia se muestra el escudo de Aragón, de forma ovalada, realizado en esmalte, con un borde de color azul con  filetes dorados. El borde fileteado a su vez se encuentra rodeado en sus dos terceras partes por una trama dorada y en su parte superior, debajo de la corona real abierta de Aragón, está colocada una cinta dividida en dos mitades que contiene la inscripción "CORTES DE ARAGÓN" escrita con letras doradas.  La medalla se porta sobre el cuello, sujeta con una hebilla pendiente de un cordón doble, trenzado, realizado en seda de color azul.

## Galardonados
Han sido condecorados con la Medalla de las Cortes de Aragón:
| Año  | Condecorados |
| ---- | --- |
| 1986 | Felipe de Borbón y Grecia, Príncipe de Asturias y de Gerona.                                                               |
| 1988 | Antonio González Triviño, alcalde de Zaragoza.                                                                             |
| 1989 | Sergio Piedrafita Ramón |
| 1992 | José Luis González Uriol                                                                                                   |
| 1993 | Ángel Perversi |
| 1994 | Fernando Solsona Motrel |
| 1995 | Plácido Muñoz Colás |
| 1996 | Agrupación Táctica "Aragón" (Ejército de Tierra)                                                                           |
| 1997 | Universidad de Zaragoza |
| 1998 | Manuel Pizarro Moreno |
| 1999 | Jesús María Alemany Briz                                                                                                   |
| 2000 | Antonio Beltrán Martínez                                                                                                   |
| 2001 | Josefina Lanuza Iñiguez Manuel Giménez Abad (A Título Póstumo)                                                             |
| 2002 | Primeros Representantes de Instituciones Aragonesas: Juan Antonio Bolea Foradada, Antonio Embid Irujo y Emilio Gastón Sanz |
| 2003 | Leopoldo Calvo-Sotelo y Bustelo, Presidente del Gobierno (1981-1982)                                                       |
| 2004 | Profesionales y Ciudadanos Madrileños que Atendieron a las Víctimas de los Atentados del 11 de marzo.                      |
| 2005 | Aurora Egido Martínez |
| 2006 | José Verón Gormaz |
| 2007 | Comité de Entidades de Representantes de Personas con Discapacidad en Aragón (CERMI-Aragón)                                |
| 2008 | Lorenzo Martín-Retortillo Baquer                                                                                           |
| 2009 | Mariano Moles Villamate |
| 2010 | Miguel Ángel Santos Gastón                                                                                                 |
| 2011 | Antonio Angulo Araguás |
| 2012 | Facultad de Derecho de la Universidad de Zaragoza                                                                          |
| 2013 | Real Sociedad Económica Aragonesa de Amigos del País                                                                       |
| 2014 | Academia General Militar                                                                                                   |
| 2015 | Justicia de Aragón |
| 2016 | Fundación DFA |
| 2017 | La Ronda de Boltaña |
| 2018 | Mujeres investigadoras de Aragón                                                                                           |
| 2019 | Paula Ortiz |
| 2020 | No se entregó debido a la pandemia de Covid-19.                                                                            |
| 2021 | Las personas mayores de la Comunidad Autónoma de Aragón.                                                                   |
| 2022 | Aspanoa (Asociación de Padres de Niños con Cáncer de Aragón).                                                              |
| 2023 | Ara Malikian |
| 2024 | Cuerpo Nacional de Policía                                                                                                 |
| 2024 | Leonor de Borbón y Ortiz, princesa de Asturias                                                                             |